# Eleições legislativas na Itália em 1992
As eleições legislativas na Itália em 1992 foram realizadas a 5 de Abril e, serviram para eleger os 630 membros da Câmara dos Deputados e os 315 membros do Senado da República.

## Análise
Estas eleições foram encobertas pelo início do escândalo de corrupção política, conhecido como Operação Mãos Limpas, cuja investigação foi interrompida para não afectar as eleições.
A Democracia Cristã mantinha-se como o partido mais votado, mas, pela primeira vez, ficava abaixo dos 30% dos votos, conquistando, apenas, 29,7% dos votos e 206 deputados.
Na oposição, estas seriam as primeiras eleições desde 1946 sem o Partido Comunista Italiano, que se dissolveu em 1991, sendo sucedido, oficialmente, pelo Partido Democrático de Esquerda, que se manteve como o maior partido de oposição, mas, com, apenas, 16,1% dos votos. Importa referir que ala mais radical dos comunistas formou o Partido da Refundação Comunista, que obteve 5,6% dos votos. Na soma, os partidos herdeiros do PCI somaram 21,7% dos votos, uma queda dos 26,6% dos votos conseguidos pelos comunistas em 1987.
O Partido Socialista Italiano também obteve um resultado abaixo do esperado, ficando-se pelos 13,6% dos votos, uma queda dos 14,3% dos votos obtidos em 1987.
A grande surpresa eleitoral foi a erupção da Liga Norte, partido formado pela fusão de pequenos partidos do Norte, como a Liga Lombarda, que obteve 8,7% dos votos e 55 deputados. Este resultado da Liga explica-se, em grande parte, pela conquistado de eleitorado cansado dos partidos tradicionais e os escândalos de corrupção que os ensombravam.
Após as eleições, Itália mergulhava num período de enorme instabilidade política, muito devido ao continuar da Operação Mãos Limpas, que iriam afectar os partidos tradicionais, em especial, a Democracia Cristã e o Partido Socialista Italiano. O escândalo iria levar ao desaparecimento de partidos históricos como a Democracia Cristã, o Partido Socialista Italiano e o Partido Liberal Italiano, e, por fim, levaria ao fim da Primeira República Italiana, iniciada em 1946.

## Resultados Oficiais

### Câmara dos Deputados
| Partido                 | Partido                                 | Votos      | %               | +/-     | Deputados | +/-     |
| ----------------------- | --------------------------------------- | ---------- | --------------- | ------- | --------- | ------- |
|                         | Democracia Cristã                       | 11 640 265 | 29,66 / 100,00  | 4,65    | 206 / 630 | 28      |
|                         | Partido Democrático de Esquerda         | 6 321 084  | 16,11 / 100,00  | 10,47   | 107 / 630 | 70      |
|                         | Partido Socialista Italiano             | 5 343 930  | 13,62 / 100,00  | 0,64    | 92 / 630  | 2       |
|                         | Liga Norte                              | 3 396 012  | 8,65 / 100,00   | 8,17    | 55 / 630  | 54      |
|                         | Partido da Refundação Comunista         | 2 204 641  | 5,62 / 100,00   | Novo    | 35 / 630  | Novo    |
|                         | Movimento Social Italiano               | 2 107 037  | 5,37 / 100,00   | 0,54    | 34 / 630  | 1       |
|                         | Partido Republicano Italiano            | 1 722 465  | 4,39 / 100,00   | 0,69    | 27 / 630  | 6       |
|                         | Partido Liberal Italiano                | 1 121 264  | 2,86 / 100,00   | 0,76    | 17 / 630  | 6       |
|                         | Federação dos Verdes                    | 1 093 995  | 2,79 / 100,00   | 0,28    | 16 / 630  | 3       |
|                         | Partido Socialista Democrático Italiano | 1 064 647  | 2,71 / 100,00   | 0,25    | 16 / 630  | 1       |
|                         | Movimento pela Democracia - A Rede      | 730 171    | 1,86 / 100,00   | Novo    | 12 / 630  | Novo    |
|                         | Lista Panella                           | 485 694    | 1,21 / 100,00   | 1,35    | 7 / 630   | 6       |
|                         | Partido Popular Sul Tirolês             | 198 447    | 0,51 / 100,00   | 0,01    | 3 / 630   | Estável |
|                         | Federalismo                             | 154 621    | 0,39 / 100,00   | Novo    | 1 / 630   | Novo    |
|                         | Liga Autonomia Veneta                   | 152 301    | 0,39 / 100,00   | Novo    | 1 / 630   | Novo    |
|                         | Coligação Vale de Aosta                 | 41 404     | 0,11 / 100,00   | Estável | 1 / 630   | Estável |
|                         | Outros                                  | 1 469 297  | 3,74 / 100,00   |         | 0 / 630   |         |
| Votos Inválidos         | Votos Inválidos                         | 2 232 489  | 5,38 / 100,00   | 0,41    |           |         |
| Total                   | Total                                   | 41 479 764 | 100,00 / 100,00 |         | 630 / 630 |         |
| Eleitorado/Participação | Eleitorado/Participação                 | 47 486 964 | 87,35 / 100,00  | 1,48    |           |         |
| Fonte                   | Fonte                                   | [ 3 ]      | [ 3 ]           | [ 3 ]   | [ 3 ]     | [ 3 ]   |

### Senado da República
| Partido                 | Partido                                 | Votos      | %               | +/-   | Senadores | +/-     |
| ----------------------- | --------------------------------------- | ---------- | --------------- | ----- | --------- | ------- |
|                         | Democracia Cristã                       | 9 088 494  | 27,27 / 100,00  | 6,35  | 107 / 315 | 18      |
|                         | Partido Democrático de Esquerda         | 5 682 888  | 17,05 / 100,00  | 11,28 | 64 / 315  | 37      |
|                         | Partido Socialista Italiano             | 4 523 873  | 13,57 / 100,00  | 2,66  | 49 / 315  | 13      |
|                         | Liga Norte                              | 2 732 461  | 8,20 / 100,00   | 7,78  | 25 / 315  | 24      |
|                         | Partido da Refundação Comunista         | 2 171 950  | 6,52 / 100,00   | Novo  | 20 / 315  | Novo    |
|                         | Movimento Social Italiano               | 2 171 215  | 6,51 / 100,00   | 0,03  | 16 / 315  | Estável |
|                         | Partido Republicano Italiano            | 1 565 142  | 4,70 / 100,00   | 0,85  | 10 / 315  | 2       |
|                         | Federação dos Verdes                    | 1 027 303  | 3,08 / 100,00   | 1,12  | 4 / 315   | 3       |
|                         | Partido Liberal Italiano                | 939 159    | 2,82 / 100,00   | 0,66  | 4 / 315   | 1       |
|                         | Partido Socialista Democrático Italiano | 853 895    | 2,56 / 100,00   | 0,20  | 3 / 315   | 2       |
|                         | Referendo Sim                           | 332 318    | 1,00 / 100,00   | Novo  | 0 / 315   | Novo    |
|                         | Movimento pela Democracia - A Rede      | 239 868    | 0,72 / 100,00   | Novo  | 3 / 315   | Novo    |
|                         | Federalismo                             | 174 713    | 0,52 / 100,00   | Novo  | 1 / 315   | Novo    |
|                         | Partido Popular Sul Tirolês             | 168 113    | 0,50 / 100,00   | 0,03  | 3 / 315   | 1       |
|                         | Pela Calábria                           | 143 976    | 0,43 / 100,00   | Novo  | 2 / 315   | Novo    |
|                         | Liga Autonomia Veneta                   | 142 446    | 0,43 / 100,00   | Novo  | 1 / 315   | Novo    |
|                         | Liga Alpina Lombarda                    | 119 153    | 0,36 / 100,00   | Novo  | 1 / 315   | Novo    |
|                         | Por Molise                              | 48 352     | 0,15 / 100,00   | Novo  | 1 / 315   | Novo    |
|                         | Coligação Vale de Aosta                 | 34 150     | 0,10 / 100,00   | 0,01  | 1 / 315   | Estável |
|                         | Outros                                  | 1 027 934  | 3,08 / 100,00   |       | 0 / 315   |         |
| Votos Inválidos         | Votos Inválidos                         | 2 304 786  | 6,47 / 100,00   | 0,64  |           |         |
| Total                   | Total                                   | 35 633 367 | 100,00 / 100,00 |       | 315 / 315 |         |
| Eleitorado/Participação | Eleitorado/Participação                 | 41 053 343 | 86,80 / 100,00  | 1,57  |           |         |
| Fonte                   | Fonte                                   | [ 4 ]      | [ 4 ]           | [ 4 ] | [ 4 ]     | [ 4 ]   |

## Resultados por Distrito Eleitoral

### Câmara dos Deputados
| Distrito Eleitoral | %    | D   | %    | D   | %    | D   | %    | D  | %    | D   | %    | D   | %   | D   | %   | D   | %   | D   | %    | D    | %    | D  | %   | D  | %    | D    | %   | D   | %   | D   | %    | D   |
| Distrito Eleitoral | DC   | DC  | PDS  | PDS | PSI  | PSI | LN   | LN | PRC  | PRC | MSI  | MSI | PRI | PRI | PLI | PLI | FdV | FdV | PSDI | PSDI | LR   | LR | LP  | LP | PPST | PPST | FED | FED | LAV | LAV | CVA  | CVA |
| ------------------ | ---- | --- | ---- | --- | ---- | --- | ---- | -- | ---- | --- | ---- | --- | --- | --- | --- | --- | --- | --- | ---- | ---- | ---- | -- | --- | -- | ---- | ---- | --- | --- | --- | --- | ---- | --- |
| Turim              | 19,0 | 7   | 13,7 | 5   | 14,2 | 5   | 15,3 | 6  | 7,0  | 3   | 5,1  | 2   | 5,4 | 2   | 3,5 | 1   | 3,0 | 1   | 1,8  | 1    | 2,9  | 1  | 2,1 | 1  | -    | -    | 0,2 | -   | -   | -   | -    | -   |
| Cuneo              | 26,2 | 4   | 10,0 | 1   | 11,3 | 2   | 18,8 | 3  | 5,1  | 1   | 2,9  | -   | 3,3 | -   | 8,9 | 1   | 2,9 | -   | 1,9  | -    | 1,7  | -  | 1,3 | -  | -    | -    | 0,4 | -   | -   | -   | -    | -   |
| Génova             | 21,9 | 5   | 18,7 | 4   | 11,0 | 2   | 14,3 | 3  | 7,4  | 1   | 4,5  | 1   | 4,8 | 1   | 3,4 | 1   | 3,6 | 1   | 1,8  | -    | 1,4  | -  | 1,5 | -  | -    | -    | 0,2 | -   | -   | -   | -    | -   |
| Milão              | 19,9 | 10  | 14,2 | 7   | 13,9 | 7   | 20,0 | 10 | 5,8  | 3   | 3,8  | 2   | 5,3 | 3   | 2,8 | 1   | 3,7 | 2   | 1,5  | 1    | 2,0  | 1  | 1,8 | 1  | -    | -    | 0,1 | -   | -   | -   | -    | -   |
| Como               | 25,5 | 5   | 8,5  | 2   | 13,3 | 3   | 28,6 | 6  | 4,0  | 1   | 3,2  | 1   | 3,0 | -   | 2,4 | -   | 3,1 | 1   | 1,7  | -    | 1,7  | -  | 1,2 | -  | -    | -    | 0,1 | -   | -   | -   | -    | -   |
| Bréscia            | 32,1 | 7   | 8,6  | 2   | 9,6  | 2   | 25,2 | 6  | 3,3  | 1   | 3,0  | 1   | 2,8 | 1   | 2,0 | 1   | 2,4 | 1   | 0,8  | -    | 1,3  | -  | 1,0 | -  | -    | -    | 0,1 | -   | -   | -   | -    | -   |
| Mântua             | 25,2 | 3   | 17,4 | 2   | 12,1 | 1   | 21,8 | 2  | 6,6  | 1   | 3,1  | -   | 2,6 | -   | 1,5 | -   | 2,8 | -   | 1,1  | -    | -    | -  | 0,9 | -  | -    | -    | 0,1 | -   | -   | -   | -    | -   |
| Trento             | 21,5 | 3   | 5,1  | -   | 6,9  | 1   | 8,9  | 1  | 1,7  | -   | 4,8  | -   | 3,0 | -   | 1,5 | -   | 5,5 | 1   | 0,8  | -    | 5,2  | 1  | 1,1 | -  | 31,1 | 3    | 2,2 | -   | -   | -   | -    | -   |
| Verona             | 33,9 | 10  | 8,8  | 3   | 9,9  | 3   | 17,4 | 5  | 3,2  | 1   | 3,4  | 1   | 3,4 | 1   | 1,9 | 1   | 3,1 | 1   | 1,1  | -    | 1,9  | 1  | 1,0 | -  | -    | -    | 0,1 | -   | 5,0 | 1   | -    | -   |
| Veneza             | 28,1 | 5   | 12,1 | 2   | 11,5 | 2   | 17,3 | 3  | 4,4  | 1   | 3,0  | -   | 4,2 | 1   | 1,9 | -   | 3,6 | 1   | 1,6  | -    | 1,3  | -  | 1,1 | -  | -    | -    | 0,1 | -   | 4,8 | -   | -    | -   |
| Údine              | 29,6 | 4   | 10,1 | 1   | 14,4 | 2   | 19,2 | 3  | 4,0  | -   | 4,9  | 1   | 3,6 | -   | 2,3 | -   | 3,1 | -   | 3,8  | 1    | 1,2  | -  | 1,3 | -  | -    | -    | 0,3 | -   | -   | -   | -    | -   |
| Bolonha            | 18,2 | 5   | 34,2 | 9   | 11,0 | 3   | 7,0  | 2  | 6,7  | 2   | 3,7  | 1   | 7,5 | 2   | 2,3 | 1   | 2,8 | 1   | 1,6  | -    | 1,1  | -  | 1,3 | 1  | -    | -    | 0,1 | -   | -   | -   | -    | -   |
| Parma              | 21,3 | 4   | 30,2 | 6   | 10,2 | 2   | 13,2 | 2  | 7,5  | 1   | 3,4  | 1   | 3,6 | 1   | 1,8 | -   | 2,6 | -   | 1,7  | -    | 1,1  | -  | 1,0 | -  | -    | -    | 0,1 | -   | -   | -   | -    | -   |
| Florença           | 20,1 | 4   | 32,5 | 6   | 12,5 | 2   | 3,0  | 1  | 9,3  | 2   | 3,8  | 1   | 5,6 | 1   | 2,0 | -   | 2,6 | -   | 1,3  | -    | 1,5  | -  | 1,4 | -  | -    | -    | 0,1 | -   | -   | -   | -    | -   |
| Pisa               | 24,0 | 4   | 25,0 | 4   | 12,3 | 2   | 3,7  | 1  | 9,7  | 1   | 5,2  | 1   | 4,9 | 1   | 3,4 | 1   | 3,4 | 1   | 2,1  | -    | 1,3  | -  | 1,3 | -  | -    | -    | 0,1 | -   | -   | -   | -    | -   |
| Siena              | 22,4 | 2   | 32,3 | 3   | 14,0 | 1   | 2,4  | -  | 10,1 | 1   | 4,8  | -   | 3,9 | -   | 1,6 | -   | 2,0 | -   | 1,3  | -    | 1,0  | -  | 1,3 | -  | -    | -    | 0,1 | -   | -   | -   | -    | -   |
| Ancona             | 31,5 | 6   | 23,0 | 4   | 12,6 | 2   | 1,3  | -  | 8,3  | 1   | 6,4  | 1   | 5,5 | 1   | 1,5 | -   | 3,2 | 1   | 2,2  | -    | -    | -  | 1,2 | -  | -    | -    | 0,2 | -   | -   | -   | -    | -   |
| Perúgia            | 26,2 | 3   | 28,2 | 4   | 15,0 | 2   | 1,2  | -  | 10,1 | 1   | 7,3  | 1   | 3,8 | -   | 1,8 | -   | 2,2 | -   | 1,1  | -    | -    | -  | 1,0 | -  | -    | -    | 0,2 | -   | -   | -   | -    | -   |
| Roma               | 31,0 | 17  | 17,8 | 10  | 12,5 | 7   | 0,6  | -  | 5,9  | 3   | 8,8  | 5   | 5,6 | 3   | 3,0 | 2   | 3,3 | 2   | 3,3  | 2    | 1,3  | 1  | 2,4 | 2  | -    | -    | 0,4 | -   | -   | -   | -    | -   |
| L'Aquila           | 40,4 | 6   | 17,5 | 3   | 13,2 | 3   | 0,8  | -  | 5,2  | 1   | 6,5  | 1   | 3,2 | -   | 3,1 | 1   | 2,8 | -   | 4,1  | 1    | -    | -  | 2,2 | 1  | -    | -    | 0,2 | -   | -   | -   | -    | -   |
| Campobasso         | 51,8 | 3   | 13,5 | 1   | 14,6 | 1   | 0,3  | -  | 3,4  | -   | 5,2  | -   | 2,9 | -   | 1,4 | -   | 1,5 | -   | 2,3  | -    | 1,2  | -  | 0,6 | -  | -    | -    | 0,2 | -   | -   | -   | -    | -   |
| Nápoles            | 40,0 | 10  | 13,3 | 6   | 17,3 | 8   | 0,1  | -  | 4,5  | 2   | 7,2  | 3   | 3,1 | 1   | 4,4 | 2   | 2,6 | 1   | 3,2  | 1    | 1,1  | 1  | 0,9 | 1  | -    | -    | 0,3 | -   | -   | -   | -    | -   |
| Benevento          | 43,4 | 9   | 10,1 | 2   | 24,0 | 5   | 0,2  | -  | 3,0  | -   | 5,3  | 1   | 4,2 | 1   | 2,3 | -   | 2,0 | -   | 4,4  | 1    | -    | -  | 0,4 | -  | -    | -    | 0,2 | -   | -   | -   | -    | -   |
| Bari               | 36,8 | 10  | 12,3 | 3   | 19,3 | 5   | 0,2  | -  | 5,8  | 1   | 9,0  | 2   | 3,5 | 1   | 3,3 | 1   | 2,3 | 1   | 3,7  | 1    | 1,0  | -  | 0,7 | -  | -    | -    | 0,1 | -   | -   | -   | -    | -   |
| Lecce              | 34,5 | 7   | 15,6 | 3   | 16,1 | 3   | 0,2  | -  | 4,5  | 1   | 9,5  | 2   | 4,5 | 1   | 1,8 | -   | 1,9 | -   | 4,7  | 1    | 1,2  | -  | 0,5 | -  | -    | -    | 0,1 | -   | -   | -   | -    | -   |
| Potenza            | 44,5 | 4   | 16,8 | 1   | 14,7 | 1   | 0,2  | -  | 5,5  | -   | 5,0  | -   | 2,2 | -   | 1,2 | -   | 2,0 | -   | 4,3  | -    | -    | -  | 0,4 | -  | -    | -    | 0,1 | -   | -   | -   | -    | -   |
| Catanzaro          | 36,6 | 8   | 14,7 | 4   | 17,2 | 4   | 0,3  | -  | 6,6  | 2   | 6,0  | 1   | 3,2 | 1   | 3,8 | 1   | 1,8 | -   | 6,4  | 2    | -    | -  | 0,5 | -  | -    | -    | 0,3 | -   | -   | -   | -    | -   |
| Catânia            | 39,7 | 12  | 10,9 | 3   | 15,4 | 5   | 0,2  | -  | 3,6  | 1   | 7,2  | 2   | 5,5 | 2   | 4,1 | 1   | 1,5 | -   | 4,2  | 1    | 5,7  | 2  | 0,6 | -  | -    | -    | 0,1 | -   | -   | -   | -    | -   |
| Palermo            | 42,8 | 12  | 9,2  | 2   | 12,5 | 3   | 0,1  | -  | 2,9  | 1   | 4,0  | 1   | 3,2 | 1   | 3,2 | 1   | 1,1 | -   | 7,8  | 2    | 12,2 | 4  | 0,4 | -  | -    | -    | 0,2 | -   | -   | -   | -    | -   |
| Cagliari           | 33,7 | 7   | 14,3 | 3   | 15,4 | 3   | 0,3  | -  | 6,7  | 1   | 5,2  | 1   | 5,2 | 1   | 2,8 | 1   | 2,3 | -   | 4,2  | 1    | -    | -  | 1,0 | -  | -    | -    | 6,7 | 1   | -   | -   | -    | -   |
| Aosta              | -    | -   | -    | -   | -    | -   | -    | -  | 3,7  | -   | 2,8  | -   | -   | -   | -   | -   | 5,9 | -   | -    | -    | -    | -  | -   | -  | -    | -    | -   | -   | -   | -   | 49,6 | 1   |
| Trieste            | 21,5 | 1   | 12,5 | 1   | 20,1 | 1   | 8,0  | -  | 7,2  | -   | 12,2 | -   | 4,7 | -   | 3,5 | -   | 3,6 | -   | 1,2  | -    | -    | -  | -   | -  | -    | -    | 2,0 | -   | -   | -   | -    | -   |
| Itália             | 29,7 | 206 | 16,1 | 107 | 13,6 | 92  | 8,7  | 55 | 5,6  | 35  | 5,4  | 34  | 4,4 | 27  | 2,9 | 17  | 2,8 | 16  | 2,7  | 16   | 1,9  | 12 | 1,2 | 7  | 0,5  | 3    | 0,4 | 1   | 0,4 | 1   | 0,1  | 1   |

#### Torino-Novara-Vercelli
| Partido                 | Partido                                 | Votos     | %               | +/-   | Deputados | +/-     |
| ----------------------- | --------------------------------------- | --------- | --------------- | ----- | --------- | ------- |
|                         | Democracia Cristã                       | 426 427   | 19,04 / 100,00  | 6,33  | 7 / 35    | 2       |
|                         | Liga Norte                              | 342 749   | 15,30 / 100,00  | -     | 6 / 35    | -       |
|                         | Partido Socialista Italiano             | 318 377   | 14,22 / 100,00  | 0,96  | 5 / 35    | Estável |
|                         | Partido Democrático de Esquerda         | 307 661   | 13,74 / 100,00  | 13,38 | 5 / 35    | 5       |
|                         | Partido da Refundação Comunista         | 156 176   | 6,97 / 100,00   | Novo  | 3 / 35    | Novo    |
|                         | Partido Republicano Italiano            | 121 685   | 5,43 / 100,00   | 0,04  | 2 / 35    | Estável |
|                         | Movimento Social Italiano               | 114 207   | 5,10 / 100,00   | 0,01  | 2 / 35    | Estável |
|                         | Partido Liberal Italiano                | 78 962    | 3,53 / 100,00   | 0,12  | 1 / 35    | Estável |
|                         | Federação dos Verdes                    | 67 959    | 3,03 / 100,00   | 0,48  | 1 / 35    | Estável |
|                         | Movimento pela Democracia - A Rede      | 65 871    | 2,94 / 100,00   | Novo  | 1 / 35    | Novo    |
|                         | Lista Panella                           | 47 014    | 2,10 / 100,00   | 2,38  | 1 / 35    | 1       |
|                         | Liga Alpina Piemonte                    | 43 181    | 1,93 / 100,00   | Novo  | 0 / 35    | Novo    |
|                         | Partido Socialista Democrático Italiano | 39 690    | 1,77 / 100,00   | 2,01  | 1 / 35    | Estável |
|                         | Verdes-Verdes                           | 25 887    | 1,16 / 100,00   | Novo  | 0 / 35    | Novo    |
|                         | Partido dos Pensionistas                | 25 167    | 1,12 / 100,00   | Novo  | 0 / 35    | Novo    |
|                         | Referendo Sim                           | 24 775    | 1,11 / 100,00   | Novo  | 0 / 35    | Novo    |
|                         | Outros                                  | 33 800    | 1,50 / 100,00   |       | 0 / 35    |         |
| Votos Inválidos         | Votos Inválidos                         | 176 286   | 7,44 / 100,00   | 0,45  |           |         |
| Total                   | Total                                   | 2 369 231 | 100,00 / 100,00 |       | 35 / 35   | 1       |
| Eleitorado/Participação | Eleitorado/Participação                 | 2 653 572 | 89,96 / 100,00  | 0,96  |           |         |

#### Cuneo-Alessandria-Asti
| Partido                 | Partido                                 | Votos     | %               | +/-   | Deputados | +/-     |
| ----------------------- | --------------------------------------- | --------- | --------------- | ----- | --------- | ------- |
|                         | Democracia Cristã                       | 226 194   | 26,19 / 100,00  | 9,14  | 4 / 12    | 2       |
|                         | Liga Norte                              | 162 444   | 18,81 / 100,00  | -     | 3 / 12    | -       |
|                         | Partido Socialista Italiano             | 97 244    | 11,26 / 100,00  | 1,88  | 2 / 12    | Estável |
|                         | Partido Democrático de Esquerda         | 86 409    | 10,01 / 100,00  | 10,23 | 1 / 12    | 2       |
|                         | Partido Liberal Italiano                | 76 681    | 8,88 / 100,00   | 2,94  | 1 / 12    | Estável |
|                         | Partido da Refundação Comunista         | 44 405    | 5,14 / 100,00   | Novo  | 1 / 12    | Novo    |
|                         | Partido Republicano Italiano            | 28 881    | 3,34 / 100,00   | 1,01  | 0 / 12    | 1       |
|                         | Liga Alpina Piemonte                    | 26 522    | 3,34 / 100,00   | Novo  | 0 / 12    | Novo    |
|                         | Movimento Social Italiano               | 25 319    | 2,93 / 100,00   | 1,24  | 0 / 12    | Estável |
|                         | Federação dos Verdes                    | 25 148    | 2,91 / 100,00   | 0,51  | 0 / 12    | Estável |
|                         | Partido Socialista Democrático Italiano | 15 972    | 1,85 / 100,00   | 2,41  | 0 / 12    | 1       |
|                         | Movimento pela Democracia - A Rede      | 14 876    | 1,72 / 100,00   | Novo  | 0 / 12    | Novo    |
|                         | Partido dos Pensionistas                | 12 353    | 1,43 / 100,00   | Novo  | 0 / 12    | Novo    |
|                         | Lista Panella                           | 11 357    | 1,32 / 100,00   | 1,79  | 0 / 12    | Estável |
|                         | Outros                                  | 9 784     | 1,14 / 100,00   |       | 0 / 12    |         |
| Votos Inválidos         | Votos Inválidos                         | 76 709    | 8,37 / 100,00   | 1,38  |           |         |
| Total                   | Total                                   | 916 886   | 100,00 / 100,00 |       | 12 / 12   | 2       |
| Eleitorado/Participação | Eleitorado/Participação                 | 1 017 973 | 90,07 / 100,00  | 2,00  |           |         |

#### Genova-Imperia-La Spezia-Savona
| Partido                 | Partido                                 | Votos     | %               | +/-   | Deputados | +/-     |
| ----------------------- | --------------------------------------- | --------- | --------------- | ----- | --------- | ------- |
|                         | Democracia Cristã                       | 270 362   | 21,89 / 100,00  | 6,52  | 5 / 19    | 1       |
|                         | Partido Democrático de Esquerda         | 230 913   | 18,69 / 100,00  | 13,60 | 4 / 19    | 3       |
|                         | Liga Norte                              | 176 547   | 14,29 / 100,00  | -     | 3 / 19    | -       |
|                         | Partido Socialista Italiano             | 136 401   | 11,04 / 100,00  | 2,82  | 2 / 19    | 1       |
|                         | Partido da Refundação Comunista         | 91 250    | 7,39 / 100,00   | Novo  | 1 / 19    | Novo    |
|                         | Partido Republicano Italiano            | 58 824    | 4,76 / 100,00   | 0,66  | 1 / 19    | Estável |
|                         | Movimento Social Italiano               | 55 336    | 4,48 / 100,00   | 0,88  | 1 / 19    | Estável |
|                         | Federação dos Verdes                    | 45 007    | 3,64 / 100,00   | 0,33  | 1 / 19    | Estável |
|                         | Partido Liberal Italiano                | 41 368    | 3,35 / 100,00   | 0,37  | 1 / 19    | Estável |
|                         | Partido Socialista Democrático Italiano | 22 764    | 1,84 / 100,00   | 0,05  | 0 / 19    | Estável |
|                         | Partido dos Pensionistas                | 18 940    | 1,53 / 100,00   | Novo  | 0 / 19    | Novo    |
|                         | Lista Panella                           | 18 903    | 1,53 / 100,00   | 1,71  | 0 / 19    | 1       |
|                         | A Liga - Casalinghe Pensionistas        | 17 828    | 1,44 / 100,00   | Novo  | 0 / 19    | Novo    |
|                         | Movimento pela Democracia - A Rede      | 17 760    | 1,44 / 100,00   | Novo  | 0 / 19    | Novo    |
|                         | Referendo Sim                           | 14 653    | 1,19 / 100,00   | Novo  | 0 / 19    | Novo    |
|                         | Caça-Pesca-Ambiente                     | 13 525    | 1,09 / 100,00   | -     | 0 / 19    | -       |
|                         | Outros                                  | 4 812     | 0,39 / 100,00   |       | 0 / 19    |         |
| Votos Inválidos         | Votos Inválidos                         | 87 401    | 6,73 / 100,00   | 0,60  |           |         |
| Total                   | Total                                   | 1 298 753 | 100,00 / 100,00 |       | 19 / 19   | 2       |
| Eleitorado/Participação | Eleitorado/Participação                 | 1 489 397 | 87,20 / 100,00  | 2,19  |           |         |

#### Milano-Pavia
| Partido                 | Partido                                 | Votos     | %               | +/-   | Deputados | +/-     |
| ----------------------- | --------------------------------------- | --------- | --------------- | ----- | --------- | ------- |
|                         | Liga Norte                              | 653 131   | 19,99 / 100,00  | 18,35 | 10 / 48   | 10      |
|                         | Democracia Cristã                       | 648 783   | 19,86 / 100,00  | 8,30  | 10 / 48   | 4       |
|                         | Partido Democrático de Esquerda         | 464 156   | 14,20 / 100,00  | 12,24 | 7 / 48    | 6       |
|                         | Partido Socialista Italiano             | 452 873   | 13,86 / 100,00  | 4,11  | 7 / 48    | 2       |
|                         | Partido da Refundação Comunista         | 188 770   | 5,78 / 100,00   | Novo  | 3 / 48    | Novo    |
|                         | Partido Republicano Italiano            | 172 730   | 5,29 / 100,00   | 0,21  | 3 / 48    | 1       |
|                         | Movimento Social Italiano               | 124 257   | 3,80 / 100,00   | 1,37  | 2 / 48    | Estável |
|                         | Federação dos Verdes                    | 121 482   | 3,72 / 100,00   | 0,06  | 2 / 48    | Estável |
|                         | Partido Liberal Italiano                | 89 924    | 2,75 / 100,00   | 0,45  | 1 / 48    | Estável |
|                         | Movimento pela Democracia - A Rede      | 66 236    | 2,03 / 100,00   | Novo  | 1 / 48    | Novo    |
|                         | Lista Panella                           | 59 835    | 1,83 / 100,00   | 1,46  | 1 / 48    | 1       |
|                         | Liga Alpina Lombardia                   | 55 591    | 1,70 / 100,00   | Novo  | 0 / 48    | Novo    |
|                         | Partido Socialista Democrático Italiano | 47 814    | 1,46 / 100,00   | 0,77  | 1 / 48    | Estável |
|                         | Partido dos Pensionistas                | 40 108    | 1,23 / 100,00   | Novo  | 0 / 48    | Novo    |
|                         | Outros                                  | 81 895    | 2,50 / 100,00   |       | 0 / 48    |         |
| Votos Inválidos         | Votos Inválidos                         | 187 204   | 5,50 / 100,00   | 0,09  |           |         |
| Total                   | Total                                   | 3 401 692 | 100,00 / 100,00 |       | 48 / 48   |         |
| Eleitorado/Participação | Eleitorado/Participação                 | 3 724 011 | 91,34 / 100,00  | 0,87  |           |         |

#### Como-Sondrio-Varese
| Partido                 | Partido                                 | Votos     | %               | +/-   | Deputados | +/-     |
| ----------------------- | --------------------------------------- | --------- | --------------- | ----- | --------- | ------- |
|                         | Liga Norte                              | 365 284   | 28,55 / 100,00  | 21,85 | 6 / 19    | 5       |
|                         | Democracia Cristã                       | 326 803   | 25,54 / 100,00  | 10,00 | 5 / 19    | 2       |
|                         | Partido Socialista Italiano             | 169 859   | 13,27 / 100,00  | 4,33  | 3 / 19    | 1       |
|                         | Partido Democrático de Esquerda         | 108 114   | 8,45 / 100,00   | 9,77  | 2 / 19    | 2       |
|                         | Partido da Refundação Comunista         | 51 163    | 4,00 / 100,00   | Novo  | 1 / 19    | Novo    |
|                         | Movimento Social Italiano               | 40 331    | 3,15 / 100,00   | 1,40  | 1 / 19    | Estável |
|                         | Federação dos Verdes                    | 39 264    | 3,07 / 100,00   | 0,07  | 1 / 19    | Estável |
|                         | Partido Republicano Italiano            | 38 314    | 2,99 / 100,00   | 0,52  | 0 / 19    | 1       |
|                         | Partido Liberal Italiano                | 30 292    | 2,37 / 100,00   | 0,30  | 0 / 19    | 1       |
|                         | A Liga - Casalinghe Pensionistas        | 24 795    | 1,94 / 100,00   | Novo  | 0 / 19    | Novo    |
|                         | Partido Socialista Democrático Italiano | 21 667    | 1,69 / 100,00   | 0,86  | 0 / 19    | Estável |
|                         | Movimento pela Democracia - A Rede      | 21 444    | 1,68 / 100,00   | Novo  | 0 / 19    | Novo    |
|                         | Lista Panella                           | 14 919    | 1,17 / 100,00   | 1,51  | 0 / 19    | Estável |
|                         | Partido dos Pensionistas                | 13 184    | 1,03 / 100,00   | Novo  | 0 / 19    | Novo    |
|                         | Outros                                  | 14 182    | 1,11 / 100,00   |       | 0 / 19    |         |
| Votos Inválidos         | Votos Inválidos                         | 89 964    | 6,70 / 100,00   | 0,03  |           |         |
| Total                   | Total                                   | 1 342 523 | 100,00 / 100,00 |       | 19 / 19   | 1       |
| Eleitorado/Participação | Eleitorado/Participação                 | 1 461 935 | 91,83 / 100,00  | 0,46  |           |         |

#### Brescia-Bergamo
| Partido                 | Partido                            | Votos     | %               | +/-   | Deputados | +/-     |
| ----------------------- | ---------------------------------- | --------- | --------------- | ----- | --------- | ------- |
|                         | Democracia Cristã                  | 463 839   | 32,09 / 100,00  | 12,00 | 7 / 21    | 3       |
|                         | Liga Norte                         | 364 635   | 25,22 / 100,00  | 21,44 | 6 / 21    | 6       |
|                         | Partido Socialista Italiano        | 138 340   | 9,57 / 100,00   | 5,02  | 2 / 21    | 1       |
|                         | Partido Democrático de Esquerda    | 124 267   | 8,60 / 100,00   | 9,79  | 2 / 21    | 2       |
|                         | Partido da Refundação Comunista    | 47 796    | 3,31 / 100,00   | Novo  | 1 / 21    | Novo    |
|                         | Movimento Social Italiano          | 42 677    | 2,95 / 100,00   | 1,27  | 1 / 21    | Estável |
|                         | Partido Republicano Italiano       | 40 967    | 2,83 / 100,00   | 0,01  | 1 / 21    | Estável |
|                         | Liga Alpina Lombardia              | 35 318    | 2,44 / 100,00   | Novo  | 0 / 21    | Novo    |
|                         | Federação dos Verdes               | 34 678    | 2,40 / 100,00   | 0,37  | 1 / 21    | Estável |
|                         | Liga Lombardia Europeia            | 35 589    | 2,32 / 100,00   | Novo  | 0 / 21    | Novo    |
|                         | Partido Liberal Italiano           | 28 999    | 2,01 / 100,00   | 0,18  | 0 / 21    |         |
|                         | Movimento pela Democracia - A Rede | 19 359    | 1,34 / 100,00   | Novo  | 0 / 21    | Novo    |
|                         | Partido dos Pensionistas           | 16 666    | 1,15 / 100,00   | Novo  | 0 / 21    | Novo    |
|                         | Outros                             | 54 505    | 3,76 / 100,00   |       | 0 / 21    |         |
| Votos Inválidos         | Votos Inválidos                    | 90 630    | 6,01 / 100,00   | 0,26  |           |         |
| Total                   | Total                              | 1 507 363 | 100,00 / 100,00 |       | 21 / 21   |         |
| Eleitorado/Participação | Eleitorado/Participação            | 1 611 972 | 93,51 / 100,00  | 0,37  |           |         |

#### Mantova-Cremona
| Partido                 | Partido                                 | Votos   | %               | +/-   | Deputados | +/-     |
| ----------------------- | --------------------------------------- | ------- | --------------- | ----- | --------- | ------- |
|                         | Democracia Cristã                       | 132 278 | 25,16 / 100,00  | 8,68  | 3 / 9     | Estável |
|                         | Liga Norte                              | 114 560 | 21,79 / 100,00  | -     | 2 / 9     | -       |
|                         | Partido Democrático de Esquerda         | 91 595  | 17,42 / 100,00  | 14,55 | 2 / 9     | 1       |
|                         | Partido Socialista Italiano             | 63 448  | 12,07 / 100,00  | 3,13  | 1 / 9     | Estável |
|                         | Partido da Refundação Comunista         | 34 852  | 6,63 / 100,00   | Novo  | 1 / 9     | Novo    |
|                         | Movimento Social Italiano               | 16 093  | 3,06 / 100,00   | 2,15  | 0 / 9     | Estável |
|                         | Federação dos Verdes                    | 14 934  | 2,84 / 100,00   | 0,60  | 0 / 9     | Estável |
|                         | Partido Republicano Italiano            | 13 603  | 2,59 / 100,00   | 0,27  | 0 / 9     | Estável |
|                         | A Liga - Casalinghe Pensionistas        | 11 955  | 2,27 / 100,00   | Novo  | 0 / 9     | Novo    |
|                         | Partido Liberal Italiano                | 8 100   | 1,54 / 100,00   | 0,12  | 0 / 9     | Estável |
|                         | Partido dos Pensionistas                | 8 092   | 1,54 / 100,00   | Novo  | 0 / 9     | Novo    |
|                         | Partido Socialista Democrático Italiano | 5 674   | 1,08 / 100,00   | 0,62  | 0 / 9     | Estável |
|                         | Outros                                  | 10 558  | 2,01 / 100,00   |       | 0 / 9     |         |
| Votos Inválidos         | Votos Inválidos                         | 37 088  | 6,75 / 100,00   | 0,03  |           |         |
| Total                   | Total                                   | 549 782 | 100,00 / 100,00 |       | 9 / 9     | 2       |
| Eleitorado/Participação | Eleitorado/Participação                 | 586 313 | 93,77 / 100,00  | 1,49  |           |         |

#### Trento-Bolzano
| Partido                 | Partido                            | Votos   | %               | +/-     | Deputados | +/-     |
| ----------------------- | ---------------------------------- | ------- | --------------- | ------- | --------- | ------- |
|                         | Partido Popular Sul Tirolês        | 198 447 | 31,11 / 100,00  | 1,94    | 3 / 10    | Estável |
|                         | Democracia Cristã                  | 137 287 | 21,52 / 100,00  | 4,49    | 3 / 10    | Estável |
|                         | Liga Norte                         | 56 530  | 8,86 / 100,00   | -       | 1 / 10    | -       |
|                         | Partido Socialista Italiano        | 43 808  | 6,87 / 100,00   | 2,73    | 1 / 10    | Estável |
|                         | Federação dos Verdes               | 34 943  | 5,48 / 100,00   | 0,88    | 1 / 10    | Estável |
|                         | Movimento pela Democracia - A Rede | 33 345  | 5,23 / 100,00   | Novo    | 1 / 10    | Novo    |
|                         | Partido Democrático de Esquerda    | 32 434  | 5,08 / 100,00   | 3,07    | 0 / 10    | 1       |
|                         | Movimento Social Italiano          | 30 837  | 4,83 / 100,00   | 2,25    | 0 / 10    | 1       |
|                         | Partido Republicano Italiano       | 19 379  | 3,04 / 100,00   | 0,27    | 0 / 10    | Estável |
|                         | Federalismo                        | 13 701  | 2,15 / 100,00   | Novo    | 0 / 10    | Novo    |
|                         | Partido da Refundação Comunista    | 11 078  | 1,74 / 100,00   | Novo    | 0 / 10    | Novo    |
|                         | Partido Liberal Italiano           | 9 413   | 1,48 / 100,00   | 0,41    | 0 / 10    | Estável |
|                         | Lista Panella                      | 7 304   | 1,14 / 100,00   | 0,91    | 0 / 10    | Estável |
|                         | Outros                             | 9 462   | 1,48 / 100,00   |         | 0 / 10    |         |
| Votos Inválidos         | Votos Inválidos                    | 50 041  | 7,46 / 100,00   | Estável |           |         |
| Total                   | Total                              | 670 782 | 100,00 / 100,00 |         | 10 / 10   |         |
| Eleitorado/Participação | Eleitorado/Participação            | 730 323 | 91,85 / 100,00  | 0,09    |           |         |

#### Verona-Padova-Vicenza-Rovigo
| Partido                 | Partido                                 | Votos     | %               | +/-   | Deputados | +/-     |
| ----------------------- | --------------------------------------- | --------- | --------------- | ----- | --------- | ------- |
|                         | Democracia Cristã                       | 652 694   | 33,86 / 100,00  | 13,38 | 10 / 28   | 4       |
|                         | Liga Norte                              | 334 667   | 17,36 / 100,00  | -     | 5 / 28    | -       |
|                         | Partido Socialista Italiano             | 191 338   | 9,93 / 100,00   | 2,93  | 3 / 28    | 1       |
|                         | Partido Democrático de Esquerda         | 169 909   | 8,81 / 100,00   | 7,69  | 3 / 28    | 2       |
|                         | Liga Autonomia Veneta                   | 97 165    | 5,04 / 100,00   | Novo  | 1 / 28    | Novo    |
|                         | Partido Republicano Italiano            | 65 791    | 3,41 / 100,00   | 0,56  | 1 / 28    | Estável |
|                         | Movimento Social Italiano               | 65 356    | 3,39 / 100,00   | 0,62  | 1 / 28    | Estável |
|                         | Partido da Refundação Comunista         | 61 978    | 3,22 / 100,00   | Novo  | 1 / 28    | Novo    |
|                         | Federação dos Verdes                    | 58 778    | 3,05 / 100,00   | 0,34  | 1 / 28    | Estável |
|                         | Partido Liberal Italiano                | 37 349    | 1,94 / 100,00   | 0,09  | 1 / 28    | Estável |
|                         | Movimento pela Democracia - A Rede      | 36 450    | 1,89 / 100,00   | Novo  | 1 / 28    | Novo    |
|                         | União Veneto                            | 35 847    | 1,89 / 100,00   | Novo  | 0 / 28    | Novo    |
|                         | Movimento Veneto Região Autónoma        | 33 913    | 1,76 / 100,00   | 0,74  | 0 / 28    | Estável |
|                         | Partido Socialista Democrático Italiano | 21 405    | 1,11 / 100,00   | 1,01  | 0 / 28    | 1       |
|                         | Outros                                  | 65 061    | 3,36 / 100,00   |       | 0 / 28    |         |
| Votos Inválidos         | Votos Inválidos                         | 125 803   | 6,25 / 100,00   | 0,13  |           |         |
| Total                   | Total                                   | 2 012 324 | 100,00 / 100,00 |       | 28 / 28   | 2       |
| Eleitorado/Participação | Eleitorado/Participação                 | 2 162 064 | 93,07 / 100,00  | 0,75  |           |         |

#### Venezia-Treviso
| Partido                 | Partido                                 | Votos     | %               | +/-   | Deputados | +/-     |
| ----------------------- | --------------------------------------- | --------- | --------------- | ----- | --------- | ------- |
|                         | Democracia Cristã                       | 324 759   | 28,10 / 100,00  | 10,35 | 5 / 15    | 2       |
|                         | Liga Norte                              | 199 688   | 17,28 / 100,00  | -     | 3 / 15    | -       |
|                         | Partido Democrático de Esquerda         | 139 643   | 12,08 / 100,00  | 9,20  | 2 / 15    | 2       |
|                         | Partido Socialista Italiano             | 132 747   | 11,49 / 100,00  | 4,36  | 2 / 15    | 1       |
|                         | Liga Autonomia Veneta                   | 55 136    | 4,77 / 100,00   | Novo  | 0 / 15    | Novo    |
|                         | Partido da Refundação Comunista         | 50 465    | 4,37 / 100,00   | Novo  | 1 / 15    | Novo    |
|                         | Partido Republicano Italiano            | 48 762    | 4,22 / 100,00   | 1,09  | 1 / 15    | 1       |
|                         | Federação dos Verdes                    | 40 994    | 3,55 / 100,00   | 0,73  | 1 / 15    | Estável |
|                         | Movimento Social Italiano               | 34 231    | 2,96 / 100,00   | 0,85  | 0 / 15    | Estável |
|                         | Partido Liberal Italiano                | 22 102    | 1,91 / 100,00   | 0,03  | 0 / 15    | Estável |
|                         | Partido Socialista Democrático Italiano | 18 034    | 1,56 / 100,00   | 1,28  | 0 / 15    | Estável |
|                         | Movimento Veneto Região Auónoma         | 15 122    | 1,31 / 100,00   | -     | 0 / 15    | -       |
|                         | Movimento pela Democracia - A Rede      | 14 542    | 1,26 / 100,00   | Novo  | 0 / 15    | Novo    |
|                         | Lista Panella                           | 13 145    | 1,14 / 100,00   | 1,90  | 0 / 15    | 1       |
|                         | União Veneto                            | 12 961    | 1,12 / 100,00   | Novo  | 0 / 15    | Novo    |
|                         | Outros                                  | 33 392    | 2,89 / 100,00   |       | 0 / 15    |         |
| Votos Inválidos         | Votos Inválidos                         | 72 250    | 5,99 / 100,00   | 0,02  |           |         |
| Total                   | Total                                   | 1 206 621 | 100,00 / 100,00 |       | 15 / 15   | 1       |
| Eleitorado/Participação | Eleitorado/Participação                 | 1 320 839 | 91,35 / 100,00  | 0,43  |           |         |

#### Udine-Belluno-Gorizia
| Partido                 | Partido                                 | Votos     | %               | +/-  | Deputados | +/-     |
| ----------------------- | --------------------------------------- | --------- | --------------- | ---- | --------- | ------- |
|                         | Democracia Cristã                       | 251 448   | 29,59 / 100,00  | 6,17 | 4 / 12    | 1       |
|                         | Liga Norte                              | 163 398   | 19,23 / 100,00  | -    | 3 / 12    | -       |
|                         | Partido Socialista Italiano             | 122 461   | 14,41 / 100,00  | 4,08 | 2 / 12    | 1       |
|                         | Partido Democrático de Esquerda         | 85 722    | 10,09 / 100,00  | 8,97 | 1 / 12    | 2       |
|                         | Movimento Social Italiano               | 41 714    | 4,91 / 100,00   | 0,18 | 1 / 12    | Estável |
|                         | Partido da Refundação Comunista         | 33 611    | 3,96 / 100,00   | Novo | 0 / 12    | Novo    |
|                         | Partido Socialista Democrático Italiano | 32 316    | 3,80 / 100,00   | 0,95 | 1 / 12    | Estável |
|                         | Partido Republicano Italiano            | 30 887    | 3,63 / 100,00   | 0,01 | 0 / 12    | Estável |
|                         | Federação dos Verdes                    | 26 392    | 3,11 / 100,00   | 0,44 | 0 / 12    | Estável |
|                         | Partido Liberal Italiano                | 19 516    | 2,30 / 100,00   | 0,33 | 0 / 12    | Estável |
|                         | Lista Panella                           | 10 638    | 1,25 / 100,00   | 1,75 | 0 / 12    | Estável |
|                         | Movimento pela Democracia - A Rede      | 10 111    | 1,19 / 100,00   | Novo | 0 / 12    | Novo    |
|                         | Outros                                  | 21 596    | 2,53 / 100,00   |      | 0 / 12    |         |
| Votos Inválidos         | Votos Inválidos                         | 56 113    | 6,31 / 100,00   | 0,71 |           |         |
| Total                   | Total                                   | 889 257   | 100,00 / 100,00 |      | 12 / 12   | 1       |
| Eleitorado/Participação | Eleitorado/Participação                 | 1 015 099 | 87,60 / 100,00  | 1,49 |           |         |

#### Bologna-Ferrara-Ravenna-Forli
| Partido                 | Partido                                 | Votos     | %               | +/-   | Deputados | +/-     |
| ----------------------- | --------------------------------------- | --------- | --------------- | ----- | --------- | ------- |
|                         | Partido Democrático de Esquerda         | 597 184   | 34,21 / 100,00  | 10,45 | 9 / 27    | 3       |
|                         | Democracia Cristã                       | 317 574   | 18,19 / 100,00  | 3,51  | 5 / 27    | 1       |
|                         | Partido Socialista Italiano             | 191 156   | 10,95 / 100,00  | 1,26  | 3 / 27    | Estável |
|                         | Partido Republicano Italiano            | 130 188   | 7,46 / 100,00   | 1,28  | 2 / 27    | Estável |
|                         | Liga Norte                              | 121 852   | 6,98 / 100,00   | -     | 2 / 27    | -       |
|                         | Partido da Refundação Comunista         | 117 573   | 6,73 / 100,00   | Novo  | 2 / 27    | Novo    |
|                         | Movimento Social Italiano               | 64 474    | 3,69 / 100,00   | 0,07  | 1 / 27    | Estável |
|                         | Federação dos Verdes                    | 48 753    | 2,79 / 100,00   | 0,46  | 1 / 27    | Estável |
|                         | Partido Liberal Italiano                | 39 651    | 2,27 / 100,00   | 0,54  | 1 / 27    | 1       |
|                         | Partido Socialista Democrático Italiano | 28 008    | 1,60 / 100,00   | 0,25  | 0 / 27    | Estável |
|                         | Lista Panella                           | 22 091    | 1,27 / 100,00   | 0,86  | 1 / 27    | Estável |
|                         | Movimento pela Democracia - A Rede      | 18 977    | 1,09 / 100,00   | Novo  | 0 / 27    | Novo    |
|                         | Outros                                  | 48 345    | 2,77 / 100,00   |       | 0 / 27    |         |
| Votos Inválidos         | Votos Inválidos                         | 98 674    | 5,44 / 100,00   | 0,61  |           |         |
| Total                   | Total                                   | 1 813 023 | 100,00 / 100,00 |       | 27 / 27   | 1       |
| Eleitorado/Participação | Eleitorado/Participação                 | 1 919 707 | 94,44 / 100,00  | 1,05  |           |         |

#### Parma-Modena-Piacenza-Reggio nell'Emilia
| Partido                 | Partido                                 | Votos     | %               | +/-   | Deputados | +/-     |
| ----------------------- | --------------------------------------- | --------- | --------------- | ----- | --------- | ------- |
|                         | Partido Democrático de Esquerda         | 390 123   | 30,17 / 100,00  | 13,06 | 6 / 18    | 3       |
|                         | Democracia Cristã                       | 275 736   | 21,32 / 100,00  | 5,99  | 4 / 18    | 2       |
|                         | Liga Norte                              | 171 132   | 13,23 / 100,00  | -     | 3 / 18    | -       |
|                         | Partido Socialista Italiano             | 131 207   | 10,15 / 100,00  | 2,53  | 2 / 18    | 1       |
|                         | Partido da Refundação Comunista         | 97 150    | 7,51 / 100,00   | Novo  | 1 / 18    | Novo    |
|                         | Partido Republicano Italiano            | 46 509    | 3,60 / 100,00   | 0,94  | 1 / 18    | 1       |
|                         | Movimento Social Italiano               | 43 387    | 3,36 / 100,00   | 0,54  | 1 / 18    | Estável |
|                         | Federação dos Verdes                    | 33 748    | 2,61 / 100,00   | 0,23  | 0 / 18    | 1       |
|                         | Partido Liberal Italiano                | 23 783    | 1,84 / 100,00   | 0,45  | 0 / 18    | Estável |
|                         | Partido Socialista Democrático Italiano | 21 853    | 1,69 / 100,00   | 0,42  | 0 / 18    | Estável |
|                         | Partido dos Pensionistas                | 14 420    | 1,12 / 100,00   | Novo  | 0 / 18    | Novo    |
|                         | Movimento pela Democracia - A Rede      | 13 598    | 1,05 / 100,00   | Novo  | 0 / 18    | Novo    |
|                         | Outros                                  | 30 484    | 2,37 / 100,00   |       | 0 / 18    |         |
| Votos Inválidos         | Votos Inválidos                         | 77 743    | 5,78 / 100,00   | 0,03  |           |         |
| Total                   | Total                                   | 1 344 457 | 100,00 / 100,00 |       | 18 / 18   | 2       |
| Eleitorado/Participação | Eleitorado/Participação                 | 1 445 742 | 92,99 / 100,00  | 1,18  |           |         |

#### Firenze-Pistoia
| Partido                 | Partido                                 | Votos     | %               | +/-   | Deputados | +/-     |
| ----------------------- | --------------------------------------- | --------- | --------------- | ----- | --------- | ------- |
|                         | Partido Democrático de Esquerda         | 345 351   | 32,48 / 100,00  | 13,52 | 6 / 17    | 2       |
|                         | Democracia Cristã                       | 214 157   | 20,14 / 100,00  | 4,16  | 4 / 17    | Estável |
|                         | Partido Socialista Italiano             | 133 305   | 12,54 / 100,00  | 0,54  | 2 / 17    | Estável |
|                         | Partido da Refundação Comunista         | 99 029    | 9,31 / 100,00   | Novo  | 2 / 17    | Novo    |
|                         | Partido Republicano Italiano            | 59 869    | 5,63 / 100,00   | 2,35  | 1 / 17    | 1       |
|                         | Movimento Social Italiano               | 40 851    | 3,84 / 100,00   | 0,18  | 1 / 17    | 1       |
|                         | Liga Norte                              | 32 248    | 3,03 / 100,00   | -     | 1 / 17    | -       |
|                         | Federação dos Verdes                    | 27 688    | 2,60 / 100,00   | 0,12  | 0 / 17    | Estável |
|                         | Partido Liberal Italiano                | 20 838    | 1,96 / 100,00   | 0,87  | 0 / 17    | Estável |
|                         | Movimento pela Democracia - A Rede      | 15 965    | 1,50 / 100,00   | Novo  | 0 / 17    | Novo    |
|                         | Caça-Pesca-Ambiente                     | 15 521    | 1,46 / 100,00   | -     | 0 / 17    | -       |
|                         | Lista Panella                           | 15 003    | 1,41 / 100,00   | 0,93  | 0 / 17    | Estável |
|                         | Partido Socialista Democrático Italiano | 13 417    | 1,26 / 100,00   | 0,09  | 0 / 17    | Estável |
|                         | Outros                                  | 29 940    | 2,82 / 100,00   |       | 0 / 17    |         |
| Votos Inválidos         | Votos Inválidos                         | 78 539    | 7,02 / 100,00   | 1,31  |           |         |
| Total                   | Total                                   | 1 118 287 | 100,00 / 100,00 |       | 17 / 17   | 3       |
| Eleitorado/Participação | Eleitorado/Participação                 | 1 222 835 | 91,45 / 100,00  | 1,97  |           |         |

#### Pisa-Livorno-Lucca-Massa e Carrara
| Partido                 | Partido                                 | Votos     | %               | +/-   | Deputados | +/-     |
| ----------------------- | --------------------------------------- | --------- | --------------- | ----- | --------- | ------- |
|                         | Partido Democrático de Esquerda         | 235 064   | 24,95 / 100,00  | 13,88 | 4 / 16    | 1       |
|                         | Democracia Cristã                       | 226 306   | 24,02 / 100,00  | 3,97  | 4 / 16    | 1       |
|                         | Partido Socialista Italiano             | 115 564   | 12,27 / 100,00  | 1,31  | 2 / 16    | Estável |
|                         | Partido da Refundação Comunista         | 91 002    | 9,66 / 100,00   | Novo  | 1 / 16    | Novo    |
|                         | Movimento Social Italiano               | 49 056    | 5,21 / 100,00   | 0,12  | 1 / 16    | Estável |
|                         | Partido Republicano Italiano            | 46 048    | 4,89 / 100,00   | 1,22  | 1 / 16    | 1       |
|                         | Liga Norte                              | 34 466    | 3,66 / 100,00   | -     | 1 / 16    | -       |
|                         | Partido Liberal Italiano                | 31 987    | 3,40 / 100,00   | 2,25  | 1 / 16    | 1       |
|                         | Federação dos Verdes                    | 31 565    | 3,35 / 100,00   | 0,37  | 1 / 16    | 1       |
|                         | Partido Socialista Democrático Italiano | 19 695    | 2,09 / 100,00   | 0,70  | 0 / 16    | Estável |
|                         | Caça-Pesca-Ambiente                     | 17 967    | 1,91 / 100,00   | 0,78  | 0 / 16    | Estável |
|                         | Movimento pela Democracia - A Rede      | 12 627    | 1,34 / 100,00   | Novo  | 0 / 16    | Novo    |
|                         | Lista Panella                           | 11 960    | 1,27 / 100,00   | 0,75  | 0 / 16    | Estável |
|                         | Outros                                  | 18 853    | 2,00 / 100,00   |       | 0 / 16    |         |
| Votos Inválidos         | Votos Inválidos                         | 80 624    | 8,07 / 100,00   | 1,24  |           |         |
| Total                   | Total                                   | 999 312   | 100,00 / 100,00 |       | 16 / 16   | 2       |
| Eleitorado/Participação | Eleitorado/Participação                 | 1 112 505 | 89,83 / 100,00  | 2,63  |           |         |

#### Siena-Arezzo-Grosseto
| Partido                 | Partido                                 | Votos   | %               | +/-   | Deputados | +/-     |
| ----------------------- | --------------------------------------- | ------- | --------------- | ----- | --------- | ------- |
|                         | Partido Democrático de Esquerda         | 188 782 | 32,31 / 100,00  | 13,57 | 3 / 7     | 2       |
|                         | Democracia Cristã                       | 131 018 | 22,43 / 100,00  | 2,62  | 2 / 7     | 1       |
|                         | Partido Socialista Italiano             | 81 614  | 13,97 / 100,00  | 0,31  | 1 / 7     | Estável |
|                         | Partido da Refundação Comunista         | 58 722  | 10,05 / 100,00  | Novo  | 1 / 7     | Novo    |
|                         | Movimento Social Italiano               | 27 784  | 4,76 / 100,00   | 0,08  | 0 / 7     | Estável |
|                         | Partido Republicano Italiano            | 23 038  | 3,94 / 100,00   | 1,27  | 0 / 7     | Estável |
|                         | Liga Norte                              | 13 855  | 2,37 / 100,00   | -     | 0 / 7     | -       |
|                         | Federação dos Verdes                    | 11 517  | 1,97 / 100,00   | 0,13  | 0 / 7     | Estável |
|                         | Partido Liberal Italiano                | 9 297   | 1,59 / 100,00   | 0,60  | 0 / 7     | Estável |
|                         | Caça-Pesca-Ambiente                     | 8 383   | 1,43 / 100,00   | -     | 0 / 7     | -       |
|                         | Lista Panella                           | 7 705   | 1,32 / 100,00   | 0,22  | 0 / 7     | Estável |
|                         | Partido Socialista Democrático Italiano | 7 475   | 1,28 / 100,00   | 0,03  | 0 / 7     | Estável |
|                         | Outros                                  | 15 017  | 2,58 / 100,00   |       | 0 / 7     |         |
| Votos Inválidos         | Votos Inválidos                         | 45 292  | 7,37 / 100,00   | 1,68  |           |         |
| Total                   | Total                                   | 614 691 | 100,00 / 100,00 |       | 7 / 7     | 2       |
| Eleitorado/Participação | Eleitorado/Participação                 | 667 147 | 92,14 / 100,00  | 2,02  |           |         |

#### Ancona-Pesaro-Macerata-Ascoli Piceno
| Partido                 | Partido                                 | Votos     | %               | +/-   | Deputados | +/-     |
| ----------------------- | --------------------------------------- | --------- | --------------- | ----- | --------- | ------- |
|                         | Democracia Cristã                       | 321 944   | 31,49 / 100,00  | 3,01  | 6 / 16    | Estável |
|                         | Partido Democrático de Esquerda         | 235 355   | 23,02 / 100,00  | 11,66 | 4 / 16    | 2       |
|                         | Partido Socialista Italiano             | 128 496   | 12,57 / 100,00  | 0,51  | 2 / 16    | Estável |
|                         | Partido da Refundação Comunista         | 84 940    | 8,31 / 100,00   | Novo  | 1 / 16    | Novo    |
|                         | Movimento Social Italiano               | 65 242    | 6,38 / 100,00   | 1,00  | 1 / 16    | Estável |
|                         | Partido Republicano Italiano            | 56 575    | 5,53 / 100,00   | 1,94  | 1 / 16    | Estável |
|                         | Federação dos Verdes                    | 32 312    | 3,16 / 100,00   | 0,54  | 1 / 16    | 1       |
|                         | Partido Socialista Democrático Italiano | 22 485    | 2,20 / 100,00   | 0,05  | 0 / 16    |         |
|                         | Partido Liberal Italiano                | 14 780    | 1,45 / 100,00   | 0,41  | 0 / 16    |         |
|                         | Liga Norte                              | 13 009    | 1,27 / 100,00   | -     | 0 / 16    | -       |
|                         | Lista Panella                           | 12 052    | 1,18 / 100,00   | 0,64  | 0 / 16    |         |
|                         | Referendo Sim                           | 10 896    | 1,07 / 100,00   | Novo  | 0 / 16    | Novo    |
|                         | Outros                                  | 24 224    | 2,37 / 100,00   |       | 0 / 16    |         |
| Votos Inválidos         | Votos Inválidos                         | 100 945   | 9,26 / 100,00   | 2,11  |           |         |
| Total                   | Total                                   | 1 090 471 | 100,00 / 100,00 |       | 16 / 16   |         |
| Eleitorado/Participação | Eleitorado/Participação                 | 1 211 908 | 89,98 / 100,00  | 1,77  |           |         |

#### Perugia-Terni-Rieti
| Partido                 | Partido                                 | Votos   | %               | +/-   | Deputados | +/-     |
| ----------------------- | --------------------------------------- | ------- | --------------- | ----- | --------- | ------- |
|                         | Partido Democrático de Esquerda         | 195 185 | 28,15 / 100,00  | 12,06 | 4 / 11    | 1       |
|                         | Democracia Cristã                       | 181 832 | 26,23 / 100,00  | 2,94  | 3 / 11    | 1       |
|                         | Partido Socialista Italiano             | 103 701 | 14,96 / 100,00  | 0,61  | 2 / 11    | Estável |
|                         | Partido da Refundação Comunista         | 69 815  | 10,07 / 100,00  | Novo  | 1 / 11    | Novo    |
|                         | Movimento Social Italiano               | 50 330  | 7,26 / 100,00   | 0,84  | 1 / 11    | Estável |
|                         | Partido Republicano Italiano            | 26 469  | 3,82 / 100,00   | 1,40  | 0 / 11    | Estável |
|                         | Federação dos Verdes                    | 15 398  | 2,22 / 100,00   | 0,40  | 0 / 11    | Estável |
|                         | Partido Liberal Italiano                | 12 513  | 1,80 / 100,00   | 1,03  | 0 / 11    | Estável |
|                         | Caça-Pesca-Ambiente                     | 8 575   | 1,24 / 100,00   | -     | 0 / 11    | -       |
|                         | Liga Norte                              | 8 074   | 1,16 / 100,00   | -     | 0 / 11    | -       |
|                         | Partido Socialista Democrático Italiano | 7 311   | 1,05 / 100,00   | 0,11  | 0 / 11    | Estável |
|                         | Lista Panella                           | 6 943   | 1,00 / 100,00   | 0,51  | 0 / 11    | Estável |
|                         | Outros                                  | 7 189   | 1,04 / 100,00   |       | 0 / 11    |         |
| Votos Inválidos         | Votos Inválidos                         | 60 902  | 8,27 / 100,00   | 2,39  |           |         |
| Total                   | Total                                   | 736 655 | 100,00 / 100,00 |       | 11 / 11   | 1       |
| Eleitorado/Participação | Eleitorado/Participação                 | 810 802 | 90,86 / 100,00  | 1,83  |           |         |

#### Roma-Viterbo-Latina-Frosinone
| Partido                 | Partido                                 | Votos     | %               | +/-  | Deputados | +/-     |
| ----------------------- | --------------------------------------- | --------- | --------------- | ---- | --------- | ------- |
|                         | Democracia Cristã                       | 1 092 061 | 31,00 / 100,00  | 3,39 | 17 / 54   | 2       |
|                         | Partido Democrático de Esquerda         | 626 544   | 17,78 / 100,00  | 8,16 | 10 / 54   | 4       |
|                         | Partido Socialista Italiano             | 438 627   | 12,45 / 100,00  | 0,43 | 7 / 54    | Estável |
|                         | Movimento Social Italiano               | 309 021   | 8,77 / 100,00   | 0,54 | 5 / 54    | 1       |
|                         | Partido da Refundação Comunista         | 208 604   | 5,92 / 100,00   | Novo | 3 / 54    | Novo    |
|                         | Partido Republicano Italiano            | 196 989   | 5,59 / 100,00   | 2,17 | 3 / 54    | 1       |
|                         | Federação dos Verdes                    | 116 053   | 3,29 / 100,00   | 0,36 | 2 / 54    | Estável |
|                         | Partido Socialista Democrático Italiano | 115 232   | 3,27 / 100,00   | 0,13 | 2 / 54    | Estável |
|                         | Partido Liberal Italiano                | 105 397   | 2,99 / 100,00   | 1,08 | 2 / 54    | 1       |
|                         | Lista Panella                           | 84 394    | 2,40 / 100,00   | 1,01 | 2 / 54    | Estável |
|                         | Movimento pela Democracia - A Rede      | 45 693    | 1,30 / 100,00   | Novo | 1 / 54    | Novo    |
|                         | Referendo Sim                           | 40 346    | 1,15 / 100,00   | Novo | 0 / 54    | Novo    |
|                         | Outros                                  | 144 158   | 3,56 / 100,00   |      | 0 / 54    |         |
| Votos Inválidos         | Votos Inválidos                         | 246 363   | 6,65 / 100,00   | 1,25 |           |         |
| Total                   | Total                                   | 3 707 655 | 100,00 / 100,00 |      | 54 / 54   |         |
| Eleitorado/Participação | Eleitorado/Participação                 | 4 183 205 | 88,63 / 100,00  | 0,93 |           |         |

#### L'Aquila-Pescara-Chieti-Teramo
| Partido                 | Partido                                 | Votos     | %               | +/-  | Deputados | +/-     |
| ----------------------- | --------------------------------------- | --------- | --------------- | ---- | --------- | ------- |
|                         | Democracia Cristã                       | 347 764   | 40,40 / 100,00  | 1,85 | 6 / 16    | 1       |
|                         | Partido Democrático de Esquerda         | 150 363   | 17,47 / 100,00  | 9,92 | 3 / 16    | 1       |
|                         | Partido Socialista Italiano             | 113 196   | 13,15 / 100,00  | 1,16 | 2 / 16    | Estável |
|                         | Movimento Social Italiano               | 55 586    | 6,46 / 100,00   | 0,69 | 1 / 16    | Estável |
|                         | Partido da Refundação Comunista         | 45 051    | 5,23 / 100,00   | Novo | 1 / 16    | Novo    |
|                         | Partido Socialista Democrático Italiano | 35 462    | 4,12 / 100,00   | 0,46 | 1 / 16    | Estável |
|                         | Partido Republicano Italiano            | 27 685    | 3,22 / 100,00   | 1,17 | 0 / 16    | Estável |
|                         | Partido Liberal Italiano                | 26 996    | 3,14 / 100,00   | 2,01 | 1 / 16    | 1       |
|                         | Federação dos Verdes                    | 24 220    | 2,81 / 100,00   | 0,94 | 0 / 16    | Estável |
|                         | Lista Panella                           | 18 813    | 2,19 / 100,00   | 0,04 | 1 / 16    | 1       |
|                         | Outros                                  | 15 696    | 1,82 / 100,00   |      | 0 / 16    |         |
| Votos Inválidos         | Votos Inválidos                         | 77 484    | 8,47 / 100,00   | 1,38 |           |         |
| Total                   | Total                                   | 915 018   | 100,00 / 100,00 |      | 16 / 16   | 1       |
| Eleitorado/Participação | Eleitorado/Participação                 | 1 117 572 | 81,88 / 100,00  | 1,49 |           |         |

#### Campobasso
| Partido                 | Partido                                 | Votos   | %               | +/-  | Deputados | +/-     |
| ----------------------- | --------------------------------------- | ------- | --------------- | ---- | --------- | ------- |
|                         | Democracia Cristã                       | 111 456 | 51,83 / 100,00  | 5,42 | 3 / 5     | Estável |
|                         | Partido Socialista Italiano             | 31 439  | 14,62 / 100,00  | 6,35 | 1 / 5     | 1       |
|                         | Partido Democrático de Esquerda         | 29 065  | 13,52 / 100,00  | 6,61 | 1 / 5     | Estável |
|                         | Movimento Social Italiano               | 11 191  | 5,20 / 100,00   | 0,92 | 0 / 5     | Estável |
|                         | Partido da Refundação Comunista         | 7 358   | 3,42 / 100,00   | Novo | 0 / 5     | Novo    |
|                         | Partido Republicano Italiano            | 6 124   | 2,85 / 100,00   | 0,82 | 0 / 5     | Estável |
|                         | Partido Socialista Democrático Italiano | 4 932   | 2,29 / 100,00   | 0,23 | 0 / 5     | Estável |
|                         | Federação dos Verdes                    | 3 318   | 1,54 / 100,00   | 0,41 | 0 / 5     | Estável |
|                         | Partido Liberal Italiano                | 2 910   | 1,35 / 100,00   | 0,42 | 0 / 5     | Estável |
|                         | Movimento pela Democracia - A Rede      | 2 667   | 1,24 / 100,00   | Novo | 0 / 5     | Novo    |
|                         | Outros                                  | 4 561   | 2,12 / 100,00   |      | 0 / 5     |         |
| Votos Inválidos         | Votos Inválidos                         | 22 246  | 9,66 / 100,00   | 1,81 |           |         |
| Total                   | Total                                   | 230 240 | 100,00 / 100,00 |      | 5 / 5     | 1       |
| Eleitorado/Participação | Eleitorado/Participação                 | 308 273 | 74,69 / 100,00  | 1,55 |           |         |

#### Napoli-Caserta
| Partido                 | Partido                                 | Votos     | %               | +/-  | Deputados | +/-     |
| ----------------------- | --------------------------------------- | --------- | --------------- | ---- | --------- | ------- |
|                         | Democracia Cristã                       | 920 146   | 39,95 / 100,00  | 0,03 | 18 / 44   | 1       |
|                         | Partido Socialista Italiano             | 398 746   | 17,31 / 100,00  | 3,07 | 8 / 44    | 2       |
|                         | Partido Democrático de Esquerda         | 307 166   | 13,34 / 100,00  | 9,20 | 6 / 44    | 4       |
|                         | Movimento Social Italiano               | 166 286   | 7,22 / 100,00   | 0,74 | 3 / 44    | Estável |
|                         | Partido da Refundação Comunista         | 104 132   | 4,52 / 100,00   | Novo | 2 / 44    | Novo    |
|                         | Partido Liberal Italiano                | 101 988   | 4,43 / 100,00   | 2,33 | 2 / 44    | 1       |
|                         | Partido Socialista Democrático Italiano | 73 954    | 3,21 / 100,00   | 1,46 | 1 / 44    | 1       |
|                         | Partido Republicano Italiano            | 71 935    | 3,12 / 100,00   | 0,18 | 1 / 44    | Estável |
|                         | Federação dos Verdes                    | 59 037    | 2,56 / 100,00   | 1,83 | 1 / 44    | 1       |
|                         | Movimento pela Democracia - A Rede      | 24 245    | 1,05 / 100,00   | Novo | 1 / 44    | Novo    |
|                         | Lista Panella                           | 21 346    | 0,93 / 100,00   | 1,38 | 1 / 44    | Estável |
|                         | Outros                                  | 54 178    | 2,35 / 100,00   |      | 0 / 44    |         |
| Votos Inválidos         | Votos Inválidos                         | 182 758   | 7,49 / 100,00   | 0,13 |           |         |
| Total                   | Total                                   | 2 439 588 | 100,00 / 100,00 |      | 44 / 44   | 2       |
| Eleitorado/Participação | Eleitorado/Participação                 | 2 953 547 | 82,60 / 100,00  | 2,03 |           |         |

#### Benevento-Avellino-Salerno
| Partido                 | Partido                                 | Votos     | %               | +/-  | Deputados | +/-     |
| ----------------------- | --------------------------------------- | --------- | --------------- | ---- | --------- | ------- |
|                         | Democracia Cristã                       | 505 182   | 43,40 / 100,00  | 2,53 | 9 / 19    | Estável |
|                         | Partido Socialista Italiano             | 279 685   | 24,03 / 100,00  | 7,84 | 5 / 19    | 2       |
|                         | Partido Democrático de Esquerda         | 117 948   | 10,13 / 100,00  | 7,94 | 2 / 19    | 2       |
|                         | Movimento Social Italiano               | 61 455    | 5,28 / 100,00   | 1,07 | 1 / 19    | Estável |
|                         | Partido Socialista Democrático Italiano | 51 627    | 4,44 / 100,00   | 0,73 | 1 / 19    | Estável |
|                         | Partido Republicano Italiano            | 48 820    | 4,19 / 100,00   | 1,04 | 1 / 19    | Estável |
|                         | Partido da Refundação Comunista         | 34 467    | 2,96 / 100,00   | Novo | 0 / 19    | Novo    |
|                         | Partido Liberal Italiano                | 26 317    | 2,26 / 100,00   | 0,19 | 0 / 19    | Estável |
|                         | Federação dos Verdes                    | 22 917    | 1,97 / 100,00   | 0,75 | 0 / 19    | Estável |
|                         | Outros                                  | 15 508    | 1,33 / 100,00   |      | 0 / 19    |         |
| Votos Inválidos         | Votos Inválidos                         | 89 635    | 7,31 / 100,00   | 0,16 |           |         |
| Total                   | Total                                   | 1 226 916 | 100,00 / 100,00 |      | 19 / 19   |         |
| Eleitorado/Participação | Eleitorado/Participação                 | 1 492 485 | 82,21 / 100,00  | 1,30 |           |         |

#### Bari-Foggia
| Partido                 | Partido                                 | Votos     | %               | +/-   | Deputados | +/-     |
| ----------------------- | --------------------------------------- | --------- | --------------- | ----- | --------- | ------- |
|                         | Democracia Cristã                       | 514 242   | 36,81 / 100,00  | 1,02  | 10 / 25   | Estável |
|                         | Partido Socialista Italiano             | 269 552   | 19,30 / 100,00  | 3,95  | 5 / 25    | 1       |
|                         | Partido Democrático de Esquerda         | 171 935   | 12,31 / 100,00  | 10,66 | 3 / 25    | 3       |
|                         | Movimento Social Italiano               | 125 221   | 8,96 / 100,00   | 1,14  | 2 / 25    | Estável |
|                         | Partido da Refundação Comunista         | 81 472    | 5,83 / 100,00   | Novo  | 1 / 25    | Novo    |
|                         | Partido Socialista Democrático Italiano | 52 016    | 3,72 / 100,00   | 0,83  | 1 / 25    | Estável |
|                         | Partido Republicano Italiano            | 49 266    | 3,53 / 100,00   | 0,34  | 1 / 25    | Estável |
|                         | Partido Liberal Italiano                | 46 576    | 3,33 / 100,00   | 0,71  | 1 / 25    | Estável |
|                         | Federação dos Verdes                    | 31 571    | 2,26 / 100,00   | 0,67  | 1 / 25    | 1       |
|                         | Referendo Sim                           | 17 955    | 1,29 / 100,00   | Novo  | 0 / 25    | Novo    |
|                         | Outros                                  | 37 024    | 2,66 / 100,00   |       | 0 / 25    |         |
| Votos Inválidos         | Votos Inválidos                         | 126 215   | 8,45 / 100,00   | 1,33  |           |         |
| Total                   | Total                                   | 1 492 990 | 100,00 / 100,00 |       | 25 / 25   |         |
| Eleitorado/Participação | Eleitorado/Participação                 | 1 763 535 | 84,56 / 100,00  | 1,56  |           |         |

#### Lecce-Brindisi-Taranto
| Partido                 | Partido                                 | Votos     | %               | +/-  | Deputados | +/-     |
| ----------------------- | --------------------------------------- | --------- | --------------- | ---- | --------- | ------- |
|                         | Democracia Cristã                       | 391 933   | 34,49 / 100,00  | 3,40 | 7 / 18    | 1       |
|                         | Partido Socialista Italiano             | 182 694   | 16,08 / 100,00  | 0,85 | 3 / 18    | Estável |
|                         | Partido Democrático de Esquerda         | 177 727   | 15,64 / 100,00  | 8,07 | 3 / 18    | 2       |
|                         | Movimento Social Italiano               | 107 907   | 9,50 / 100,00   | 0,69 | 2 / 18    | Estável |
|                         | Partido Socialista Democrático Italiano | 53 302    | 4,69 / 100,00   | 1,24 | 1 / 18    | Estável |
|                         | Partido da Refundação Comunista         | 51 072    | 4,49 / 100,00   | Novo | 1 / 18    | Novo    |
|                         | Partido Republicano Italiano            | 51 039    | 4,49 / 100,00   | 0,19 | 1 / 18    | Estável |
|                         | Liga da Ação Meridional                 | 35 749    | 3,15 / 100,00   | Novo | 0 / 18    | Novo    |
|                         | Federação dos Verdes                    | 21 861    | 1,92 / 100,00   | 0,23 | 0 / 18    | Estável |
|                         | Partido Liberal Italiano                | 20 703    | 1,82 / 100,00   | 0,18 | 0 / 18    | Estável |
|                         | Movimento pela Democracia - A Rede      | 13 356    | 1,18 / 100,00   | Novo | 0 / 18    | Novo    |
|                         | Outros                                  | 29 081    | 2,55 / 100,00   |      | 0 / 18    |         |
| Votos Inválidos         | Votos Inválidos                         | 114 048   | 9,35 / 100,00   | 2,29 |           |         |
| Total                   | Total                                   | 1 219 148 | 100,00 / 100,00 |      | 18 / 18   | 2       |
| Eleitorado/Participação | Eleitorado/Participação                 | 1 439 003 | 84,72 / 100,00  | 3,06 |           |         |

#### Potenza-Matera
| Partido                 | Partido                                 | Votos   | %               | +/-   | Deputados | +/-     |
| ----------------------- | --------------------------------------- | ------- | --------------- | ----- | --------- | ------- |
|                         | Democracia Cristã                       | 170 773 | 44,45 / 100,00  | 1,64  | 4 / 6     | Estável |
|                         | Partido Democrático de Esquerda         | 64 512  | 16,79 / 100,00  | 8,67  | 1 / 6     | 1       |
|                         | Partido Socialista Italiano             | 56 624  | 14,74 / 100,00  | 1,26  | 1 / 6     | Estável |
|                         | Partido da Refundação Comunista         | 21 003  | 5,47 / 100,00   | Novo  | 0 / 6     | Novo    |
|                         | Movimento Social Italiano               | 19 188  | 4,99 / 100,00   | 0,03  | 0 / 6     | Estável |
|                         | Partido Socialista Democrático Italiano | 16 514  | 4,30 / 100,00   | 0,07  | 0 / 6     | Estável |
|                         | Partido Republicano Italiano            | 8 375   | 2,18 / 100,00   | 0,85  | 0 / 6     | Estável |
|                         | Liga das Ligas                          | 8 122   | 2,11 / 100,00   | Novo  | 0 / 6     | Novo    |
|                         | Federação dos Verdes                    | 7 700   | 2,00 / 100,00   | 0,95  | 0 / 6     | Estável |
|                         | Partido Liberal Italiano                | 4 758   | 1,24 / 100,00   | 0,37  | 0 / 6     | Estável |
|                         | Outros                                  | 6 603   | 1,72 / 100,00   |       | 0 / 6     |         |
| Votos Inválidos         | Votos Inválidos                         | 44 327  | 10,62 / 100,00  | 2,51  |           |         |
| Total                   | Total                                   | 417 439 | 100,00 / 100,00 |       | 6 / 6     | 1       |
| Eleitorado/Participação | Eleitorado/Participação                 | 504 370 | 82,76 / 100,00  | Baixa |           |         |

#### Catanzaro-Cosenza-Reggio di Calabria
| Partido                 | Partido                                 | Votos     | %               | +/-   | Deputados | +/-     |
| ----------------------- | --------------------------------------- | --------- | --------------- | ----- | --------- | ------- |
|                         | Democracia Cristã                       | 430 751   | 36,63 / 100,00  | 0,42  | 9 / 24    | Estável |
|                         | Partido Socialista Italiano             | 202 540   | 17,22 / 100,00  | 0,35  | 4 / 24    | Estável |
|                         | Partido Democrático de Esquerda         | 173 294   | 14,74 / 100,00  | 10,57 | 4 / 24    | 2       |
|                         | Partido da Refundação Comunista         | 78 141    | 6,64 / 100,00   | Novo  | 2 / 24    | Novo    |
|                         | Partido Socialista Democrático Italiano | 75 088    | 6,38 / 100,00   | 1,78  | 2 / 24    | 1       |
|                         | Movimento Social Italiano               | 70 958    | 6,03 / 100,00   | 0,46  | 1 / 24    | Estável |
|                         | Partido Liberal Italiano                | 44 696    | 3,80 / 100,00   | 2,61  | 1 / 24    | 1       |
|                         | Partido Republicano Italiano            | 38 134    | 3,24 / 100,00   | 0,64  | 1 / 24    | Estável |
|                         | Federação dos Verdes                    | 20 544    | 1,75 / 100,00   | 0,90  | 0 / 24    | Estável |
|                         | Caça-Pesca-Ambiente                     | 15 962    | 1,36 / 100,00   | -     | 0 / 24    | -       |
|                         | Outros                                  | 25 920    | 2,21 / 100,00   |       | 0 / 24    |         |
| Votos Inválidos         | Votos Inválidos                         | 140 572   | 11,00 / 100,00  | 2,47  |           |         |
| Total                   | Total                                   | 1 277 639 | 100,00 / 100,00 |       | 24 / 24   | 2       |
| Eleitorado/Participação | Eleitorado/Participação                 | 1 717 463 | 74,39 / 100,00  | 2,77  |           |         |

#### Catania-Messina-Siracusa-Ragusa-Enna
| Partido                 | Partido                                 | Votos     | %               | +/-  | Deputados | +/-     |
| ----------------------- | --------------------------------------- | --------- | --------------- | ---- | --------- | ------- |
|                         | Democracia Cristã                       | 617 318   | 39,70 / 100,00  | 1,22 | 12 / 29   | 1       |
|                         | Partido Socialista Italiano             | 239 141   | 15,38 / 100,00  | 1,04 | 5 / 29    | 1       |
|                         | Partido Democrático de Esquerda         | 169 549   | 10,90 / 100,00  | 8,88 | 3 / 29    | 3       |
|                         | Movimento Social Italiano               | 111 180   | 7,15 / 100,00   | 2,86 | 2 / 29    | 1       |
|                         | Movimento pela Democracia - A Rede      | 88 421    | 5,69 / 100,00   | Novo | 2 / 29    | Novo    |
|                         | Partido Republicano Italiano            | 85 478    | 5,50 / 100,00   | 0,25 | 2 / 29    | 1       |
|                         | Partido Socialista Democrático Italiano | 65 867    | 4,24 / 100,00   | 0,94 | 1 / 29    | Estável |
|                         | Partido Liberal Italiano                | 63 102    | 4,06 / 100,00   | 0,67 | 1 / 29    | Estável |
|                         | Partido da Refundação Comunista         | 55 900    | 3,59 / 100,00   | Novo | 1 / 29    | Novo    |
|                         | Federação dos Verdes                    | 23 442    | 1,51 / 100,00   | 0,28 | 0 / 29    | Estável |
|                         | Outros                                  | 35 587    | 2,29 / 100,00   |      | 0 / 29    |         |
| Votos Inválidos         | Votos Inválidos                         | 193 743   | 11,37 / 100,00  | 1,65 |           |         |
| Total                   | Total                                   | 1 703 860 | 100,00 / 100,00 |      | 29 / 29   | 1       |
| Eleitorado/Participação | Eleitorado/Participação                 | 2 144 316 | 79,46 / 100,00  | 2,31 |           |         |

#### Palermo-Trapani-Agrigento-Caltanissetta
| Partido                 | Partido                                 | Votos     | %               | +/-   | Deputados | +/-     |
| ----------------------- | --------------------------------------- | --------- | --------------- | ----- | --------- | ------- |
|                         | Democracia Cristã                       | 617 808   | 42,80 / 100,00  | 3,68  | 12 / 27   | 1       |
|                         | Partido Socialista Italiano             | 180 912   | 12,53 / 100,00  | 2,93  | 4 / 27    | Estável |
|                         | Movimento pela Democracia - A Rede      | 175 311   | 12,15 / 100,00  | Novo  | 3 / 27    | Novo    |
|                         | Partido Democrático de Esquerda         | 132 544   | 9,18 / 100,00   | 10,73 | 2 / 27    | 3       |
|                         | Partido Socialista Democrático Italiano | 112 152   | 7,77 / 100,00   | 2,79  | 2 / 27    | 1       |
|                         | Movimento Social Italiano               | 57 607    | 3,99 / 100,00   | 3,61  | 1 / 27    | Estável |
|                         | Partido Republicano Italiano            | 46 539    | 3,22 / 100,00   | 1,08  | 1 / 27    | Estável |
|                         | Partido Liberal Italiano                | 46 379    | 3,21 / 100,00   | 0,69  | 1 / 27    | Estável |
|                         | Partido da Refundação Comunista         | 41 449    | 2,87 / 100,00   | Novo  | 1 / 27    | Novo    |
|                         | Federação dos Verdes                    | 16 386    | 1,14 / 100,00   | 0,07  | 0 / 27    | Estável |
|                         | Outros                                  | 16 347    | 1,13 / 100,00   |       | 0 / 27    |         |
| Votos Inválidos         | Votos Inválidos                         | 153 329   | 9,83 / 100,00   | 0,32  |           |         |
| Total                   | Total                                   | 1 560 101 | 100,00 / 100,00 |       | 27 / 27   |         |
| Eleitorado/Participação | Eleitorado/Participação                 | 2 062 913 | 75,63 / 100,00  | 0,70  |           |         |

#### Cagliari-Sassari-Nuoro
| Partido                 | Partido                                 | Votos     | %               | +/-   | Deputados | +/-     |
| ----------------------- | --------------------------------------- | --------- | --------------- | ----- | --------- | ------- |
|                         | Democracia Cristã                       | 349 465   | 33,66 / 100,00  | 0,59  | 7 / 19    | Estável |
|                         | Partido Socialista Italiano             | 159 562   | 15,37 / 100,00  | 3,93  | 3 / 19    | 1       |
|                         | Partido Democrático de Esquerda         | 148 174   | 14,27 / 100,00  | 11,07 | 3 / 19    | 2       |
|                         | Federalismo (Partido Sardo de Ação)     | 69 554    | 6,70 / 100,00   | 5,26  | 1 / 19    | 1       |
|                         | Partido da Refundação Comunista         | 69 085    | 6,65 / 100,00   | Novo  | 1 / 19    | Novo    |
|                         | Partido Republicano Italiano            | 54 370    | 5,24 / 100,00   | 2,97  | 1 / 19    | 1       |
|                         | Movimento Social Italiano               | 53 729    | 5,18 / 100,00   | 0,49  | 1 / 19    | Estável |
|                         | Partido Socialista Democrático Italiano | 43 413    | 4,18 / 100,00   | 1,09  | 1 / 19    | Estável |
|                         | Partido Liberal Italiano                | 29 155    | 2,81 / 100,00   | 1,86  | 1 / 19    | 1       |
|                         | Federação dos Verdes                    | 24 340    | 2,34 / 100,00   | -     | 0 / 19    | -       |
|                         | Partido da Independência Sarda          | 15 059    | 1,45 / 100,00   | 0,77  | 0 / 19    | Estável |
|                         | Lista Panella                           | 10 341    | 1,00 / 100,00   | 1,62  | 0 / 19    | Estável |
|                         | Outros                                  | 11 984    | 1,15 / 100,00   |       | 0 / 19    |         |
| Votos Inválidos         | Votos Inválidos                         | 100 244   | 9,01 / 100,00   | 3,09  |           |         |
| Total                   | Total                                   | 1 112 776 | 100,00 / 100,00 |       | 19 / 19   | 1       |
| Eleitorado/Participação | Eleitorado/Participação                 | 1 323 657 | 84,07 / 100,00  | 3,00  |           |         |

#### Valle d'Aosta
| Partido                 | Partido                          | Votos  | %               | +/-  | Deputados | +/-     |
| ----------------------- | -------------------------------- | ------ | --------------- | ---- | --------- | ------- |
|                         | Vale de Aosta (União Valdostana) | 41 404 | 49,58 / 100,00  | 5,57 | 1 / 1     | Estável |
|                         | Grupo Dolchi-Fosson              | 30 724 | 36,79 / 100,00  | Novo | 0 / 1     | Novo    |
|                         | Federação dos Verdes             | 4 964  | 5,94 / 100,00   | -    | 0 / 1     | -       |
|                         | Partido da Refundação Comunista  | 3 073  | 3,68 / 100,00   | Novo | 0 / 1     | Novo    |
|                         | Movimento Social Italiano        | 2 355  | 2,82 / 100,00   | 2,44 | 0 / 1     | Estável |
|                         | Partido dos Pensionistas         | 992    | 1,19 / 100,00   | Novo | 0 / 1     | Novo    |
| Votos Inválidos         | Votos Inválidos                  | 7 976  | 8,96 / 100,00   | 5,72 |           |         |
| Total                   | Total                            | 89 065 | 100,00 / 100,00 |      | 1 / 1     |         |
| Eleitorado/Participação | Eleitorado/Participação          | 98 569 | 90,36 / 100,00  | 1,38 |           |         |

#### Trieste
| Partido                 | Partido                                 | Votos   | %               | +/-  | Deputados | +/-     |
| ----------------------- | --------------------------------------- | ------- | --------------- | ---- | --------- | ------- |
|                         | Democracia Cristã                       | 41 925  | 21,47 / 100,00  | 3,26 | 1 / 3     | Estável |
|                         | Partido Socialista Italiano             | 39 273  | 20,11 / 100,00  | 1,63 | 1 / 3     | Estável |
|                         | Partido Democrático de Esquerda         | 24 396  | 12,49 / 100,00  | 7,39 | 1 / 3     | Estável |
|                         | Movimento Social Italiano               | 23 871  | 12,22 / 100,00  | 1,55 | 0 / 3     | Estável |
|                         | Liga Norte                              | 15 614  | 7,99 / 100,00   | -    | 0 / 3     | -       |
|                         | Partido da Refundação Comunista         | 14 059  | 7,20 / 100,00   | Novo | 0 / 3     | Novo    |
|                         | Partido Republicano Italiano            | 9 192   | 4,71 / 100,00   | 1,09 | 0 / 3     | Estável |
|                         | Federação dos Verdes                    | 7 082   | 3,63 / 100,00   | 0,36 | 0 / 3     | Estável |
|                         | Partido Liberal Italiano                | 6 732   | 3,45 / 100,00   | 2,15 | 0 / 3     | Estável |
|                         | Federalismo                             | 3 905   | 2,00 / 100,00   | Novo | 0 / 3     | Novo    |
|                         | Partido Socialista Democrático Italiano | 2 260   | 1,16 / 100,00   | 0,81 | 0 / 3     | Estável |
|                         | Partido dos Pensionistas                | 2 231   | 1,14 / 100,00   | Novo | 0 / 3     | Novo    |
|                         | Referendo Sim                           | 1 979   | 1,01 / 100,00   | Novo | 0 / 3     | Novo    |
|                         | Verdes Federalistas                     | 1 977   | 1,01 / 100,00   | Novo | 0 / 3     | Novo    |
|                         | Outros                                  | 807     | 0,41 / 100,00   |      | 0 / 3     |         |
| Votos Inválidos         | Votos Inválidos                         | 13 366  | 6,51 / 100,00   | 0,13 |           |         |
| Total                   | Total                                   | 205 219 | 100,00 / 100,00 |      | 3 / 3     |         |
| Eleitorado/Participação | Eleitorado/Participação                 | 231 912 | 88,49 / 100,00  | 1,99 |           |         |